# 豺狼座GQb
豺狼座GQb是一颗位于豺狼座、可能属于系外行星的天体，其母星为豺狼座GQ。科学家于2005年4月宣布发现该行星。它和2M1207b是第一批通过直接成像法发现的系外行星。2004年6月25日，位于智利的帕瑞纳天文台超大望远镜获得了可辨识豺狼做GQb的图像。
豺狼座GQb的光谱型可能介于M6和L0之间，据此推测其表面温度可能高达2650K。科学家预计它距离其母星约100天文单位，轨道周期约为1200年，质量要比木星大数倍。由于用来预测年轻恒星系的理论模型仍然是实验性的，所以豺狼座GQb的质量还无法得到精确测定——模型显示它的质量在1倍木星质量至36倍木星质量之间。如果其质量达到36倍木星质量，则它更有可能属于褐矮星而非系外行星。2006年，国际天文学联合会系外行星工作组将豺狼座GQb描述为“环绕一颗年轻恒星运行的行星级质量的伴星”。